# Costante di Coulomb
La costante elettrostatica, detta anche costante di Coulomb, è una costante di proporzionalità presente nelle equazioni che legano il campo elettrico alla carica elettrica.

## Definizione
La costante di Coulomb è definita dalla formula
{\displaystyle k={\frac {1}{4\pi \varepsilon _{0}}}}
che deriva dalla generalizzazione della legge di Coulomb mediante la legge di Gauss, conosciuta come una delle leggi fondamentali dell'elettromagnetismo. Infatti, per semplificare l'enunciato di quest'ultima, riducendolo al semplice rapporto tra la carica interna e la costante dielettrica del vuoto, si è scelto di adottare la suddetta definizione per la costante di Coulomb.

## Valore della costante
Il valore esatto della costante {\displaystyle k} deriva dal valore di tre fondamentali costanti del vuoto: la velocità della luce {\displaystyle c_{0}}, la permeabilità magnetica {\displaystyle \mu _{0}}, e la costante dielettrica del vuoto {\displaystyle \varepsilon _{0}}, legate dalle Equazioni di Maxwell nel modo seguente:
{\displaystyle {\frac {1}{\mu _{0}\varepsilon _{0}}}=c_{0}^{2}.}
Nel SI queste costanti sono:
- {\displaystyle c_{0}\ } è la velocità della luce nel vuoto = 299 792 458 m s−1
- {\displaystyle \varepsilon _{0}\ } è la  costante dielettrica del vuoto = 8,854187817 × 10−12 C2 m−2 N−1
- {\displaystyle \mu _{0}\ } è la permeabilità magnetica del vuoto = 4π × 10−7 H m-1

quindi il valore della costante di Coulomb è pari a:
{\displaystyle k={\frac {1}{4\pi \varepsilon _{0}}}={\frac {c_{0}^{2}\mu _{0}}{4\pi }}=c_{0}^{2}\cdot 10^{-7}\mathrm {H\ m} ^{-1}=8{,}987\ 551\ 787\ 368\ 176\cdot 10^{9}\ \mathrm {N\ m^{2}\ C} ^{-2}}

## Uso della costante di Coulomb
La costante di Coulomb è usata in molte equazioni legate al campo elettrico, ad esempio:
Legge di Coulomb:
{\displaystyle |{\boldsymbol {F}}|=k{|q_{1}q_{2}| \over r^{2}}}.
Energia potenziale elettrica:
{\displaystyle U_{\text{E}}(r)=k{\frac {qQ}{r}}}.
Campo elettrico:
{\displaystyle \mathbf {E} =k\sum _{i=1}^{N}{\frac {Q_{i}}{r_{i}^{2}}}\mathbf {\hat {r}} _{i}}.